# Bach (Francia)
Bach es una población y comuna francesa, situada en la región de Mediodía-Pirineos, departamento de Lot.
La ruta del Camino de Santiago de Le Puy pasa por Faycelles en dirección a Ostabat-Asme, donde confluye con los Caminos de Tours y de Vézelay. El tramo de 26 km del Camino de Le Puy entre Bach y Cahors está incluido en el bien cultural "Los Caminos de Santiago en Francia", inscrito en 1998 en la lista de Patrimonio de la Humanidad de la Unesco.

## Demografía
| 153 | 144 | 127 | 124 | 140 | 144 |
| Para los censos de 1962 a 1999 la población legal corresponde a la población sin duplicidades (Fuente: INSEE [Consultar]) |     |     |     |     |     |